# Wild Frontier (Gary Moore)
Wild Frontier è l'ottavo album di Gary Moore pubblicato nel 1987 per la Virgin Records e prodotto da Peter Collins, Pete Smith, James "Jimbo" Barton & Gary Moore.

## Descrizione
Frutto di un viaggio nella sua terra natale (Belfast) nel 1985, quest'album contiene numerose canzoni ispirate all'Irlanda, le radici celtiche sono ben evidenziate sia nella musica che nei testi. L'album vede la partecipazione dei Chieftains.
La title track era stata scritta per essere cantata da Phil Lynott, che però morì nel 1986. L'album è quindi dedicato alla memoria di Lynott, con le parole «For Philip» sul retro della copertina. La traccia numero 9, Johnny Boy è a lui dedicata.
L'album contiene la hit Over The Hills And Far Away, che raggiunse la posizione numero #20 nelle classifiche inglesi, e una cover dei The Easybeats, Friday on My Mind.
Nel 2001 i Nightwish hanno realizzato una cover del brano Over the Hills and Far Away su un loro omonimo EP. La eseguono spesso anche dal vivo.

## Tracce
CD:
1. Over the Hills and Far Away – (G.Moore) 5:20
2. Wild Frontier – (G.Moore) 4:14
3. Take a Little Time – (G.Moore) 4:05
4. The Loner – (Max Middleton/G.Moore) 5:54
5. Wild Frontier (12'' version) – (G.Moore) 6:38 [1987 CD bonus; 2002 CD #11]
6. Friday on My Mind – 4:11 (Young/Vanda)
7. Strangers in the Darkness – 4:38 (G.Moore/Neil Carter)
8. Thunder Rising – 5:43 (G. Moore/Neil Carter)
9. Johnny Boy – (G.Moore) 3:15
10. Over the Hills and Far Away (12'' version) – (G.Moore) 7:26 [1987 & 2002 CD bonus]
11. Crying in the Shadows – (G.Moore) 5:01 [1987 & 2002 CD bonus]
12. The Loner (12" version) – (Middleton/Moore) 7:08 [2002 CD bonus]
13. Friday on My Mind (12" version) – 6:15 (Young/Vanda) [2002 CD bonus]
14. Out in the Fields (Live at Apollo Theatre 1985, featuring Phil Lynott) – (G.Moore) 5:01 [2002 CD bonus]

LP / 2LP:
1. Over the Hills and Far Away – (G.Moore) 5:20
2. Wild Frontier – (G.Moore) 4:14
3. Take a Little Time – (G.Moore) 4:05
4. The Loner – (Middleton/Moore) 5:54
5. Friday on My Mind – 4:11 (Young/Vanda)
6. Strangers in the Darkness – 4:38 (G.Moore/Neil Carter)
7. Thunder Rising – 5:43 (G. Moore/Neil Carter)
8. Johnny Boy – (G.Moore) 3:15
9. Over the Hills and Far Away (12'' version) – (G.Moore) 7:26 [1987 2LP]
10. Wild Frontier (12'' version) – (G.Moore) 6:38 [1987 2LP]
11. Friday on My Mind (12" version) – 6:15 (Young/Vanda) [1987 2LP]
12. Friday on My Mind (The Kool Rap Version) – 5:17 (Young/Vanda) [1987 2LP]
13. The Loner (12" version) – (Middleton/Moore) 7:08 [1987 2LP]
14. The Loner (Live at the Hammersmith Odeon 1987) – (Middleton/Moore) 12:10 [1987 2LP]

## Formazione
- Gary Moore - chitarre, voce, produttore, ingegnere
- Neil Carter - tastiere, cori
- Bob Daisley - basso
- drum machine - batteria